# L'Égyptienne
L'Égyptienne était un mensuel féminin de langue française publié en Égypte de 1925 à 1940. C'était l'un des premiers magazines féminins et périodiques féministes du pays.

## Histoire
L'Égyptienne a été fondée par Huda Sharawi en février 1925,,
. Le directeur de publication était Ceza ou Saiza Nabarawi,, et cette publication émanait de l'Union féministe égyptienne, fondée au Caire par Huda Shaarawi en mars 1923, qui en était de fait l'éditeur,. L'Égyptienne était l'un des deux magazines publiés par cette union féministe.
Le logo de L'Égyptienne représentait une femme enlevant son voile. Le magazine a couvert des sujets sous un angle féministe et nationaliste égyptien . Le sous-titre retenu donne une indication sur le contenu souhaité : « Féminisme, sociologie, art ». En 1925, la sociologie était une discipline nouvelle. L'« art » constitue le troisième axe rédactionnel mentionné. Ce périodique contient en grande partie des articles de critique d'art, en s'efforçant d'associer tradition et modernité. Les événements culturels égyptiens ou internationaux font l'objet de comptes rendus, avec un accent spécifique sur les femmes artistes. La revue comprend également des poèmes, de la prose, des nouvelles, ou des contes. Les écrivains égyptiens ainsi mis en exergue sont des hommes ou des femmes, de toute confession religieuse, ainsi que des voyageurs et de voyageuses en Égypte.
L'Égyptienne a été publié mensuellement et ciblait les femmes égyptiennes de la classe supérieure scolarisées dans les écoles françaises ou en France,. Il s'est également adressé aux cercles féministes internationaux. La féministe égyptienne Doria Shafik était parmi les contributeurs du magazine, ainsi que la princesse royale Kadria Hussein.
Le magazine a cessé de paraître en 1940 lorsque la Seconde Guerre mondiale a commencé,,.
La collection complète est conservée à la bibliothèque Marguerite-Durand (Paris) ; elle est intégralement numérisée et mise en ligne.